# ちょんがれ

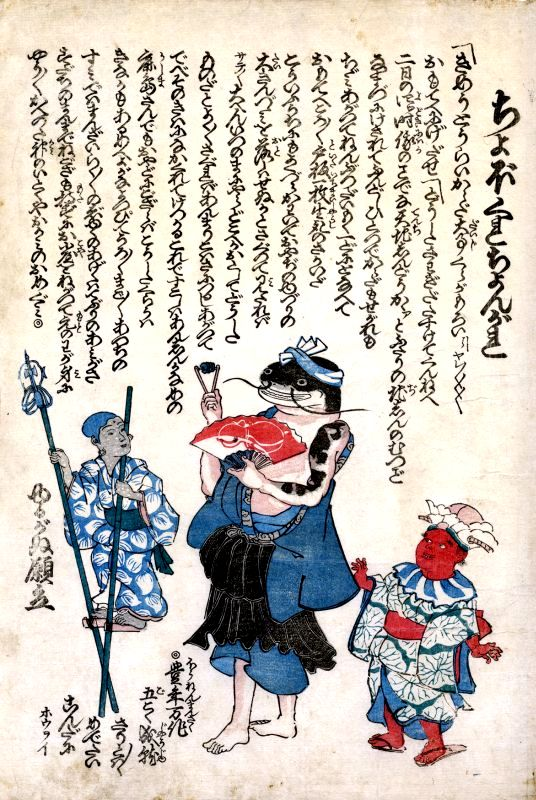
ちょぼくれに化けたナマズの妖怪

ちょんがれは、ちょぼくれとも呼ばれる門付芸である。詞章の頭に「ちょんがれちょぼくれ」と連続する部分があり、主に上方では「ちょんがれ」と、江戸・東京では「ちょぼくれ」と呼ばれた。しばしば阿呆陀羅経とも極めて近い芸能とされる。同じ祭文系の芸能は概ねレコード吹き込みがされているが、この芸能は吹き込みされておらず音源はない。従って、歌唱法や踊りの有無など芸態の中心部分は不明である。

## 概要
以下は、直接伝聞した者の記述や後進芸能の浪曲師などからの取材、今に残る多数の「ちょぼくれちょんがれ本」の研究・論考から各自推論したもののまとめであって、それぞれの説は相矛盾する点も多く、概ねこの芸の名が消えた百年前から今に至り、全体像は依然、茫洋としていることに御注意いただきたい。
ちょんがれの元の形と考えられる「ちょぼくる」は①口先でうまく言いくるめる、②からかう、ばかにする、の意味を持つラ行四段活用動詞である。
「ちょんがれ」は、錫杖や鈴などを鳴らして拍子をとり、半分踊りながら卑俗な文句を早口で歌う大道芸・門付芸で、江戸時代後期の大坂を発祥とする。江戸に下って「ちょぼくれ」と呼ばれるようになった。
「ちょぼくれ」もまた、願人坊主など大道の雑芸人が、江戸の上野、筋違（すじかい）や両国などの広小路や橋のたもとなど殷賑な地で（幕末から明治にかけては簡易寄席とも言えるよしず張りの小屋「ヒラキ」で見られた）、木魚をたたき、舞ったり歌ったりする芸能である。
「ちょんがれ」「ちょぼくれ」の起源は宝暦期の大坂とされるが、一方では享保期にはすでに江戸にあったともいわれている。
「ちょんがれ」「ちょぼくれ」は、祭文とりわけ歌祭文に起源が求められる。江戸時代後期にあって祭文はクドキの影響を受け、現在のニュースのようにタイムリーな話題、とりわけ恋愛や心中といった話題を聴衆におもしろく聴かせたが、その読み口のテンポを速め「ちょんがれ」「ちょぼくれ」そして「あほだら経」と呼ばれた。
歌舞伎舞踊においては、特に門付に特化して「あほだら経」を詠んだ芸能者や「まかしょ」と称された寒参りを代行する願人坊主を描いた曲、あるいは、「ちょんがれ」「ちょぼくれ」の軽快な節回しを駆使した「偲儡師」「喜撰」「吉原雀」といった曲が今に伝わっており、後世の芸能にあたえた影響も大きかった。

## 歌詞の一例
チョボクレ「苗売」

## 影響
「ちょんがれ」は、のちの浮かれ節や浪曲（浪花節）につながる芸能である。浪曲は、祭文語りと説経節の双方を源流として生まれた語りもので、近代に入って大流行を遂げた。最も直接の源流と目されているこの芸能が、どう浪花節に変遷したかについては諸説ある。また、見台の利用など詳細については不明である。
また、「ちょんがれ」が日本の歌謡史において果たした役割としては、説経祭文を民衆のうたいやすいクドキ形式に変化させたことも重要である。戦後、富山県において厖大な「ちょんがれ写本」の集積が発見されたが、これは、盆踊りや鎮守の祭礼などでさかんに歌われたのみならず、地域社会において、ちょんがれ節の巧拙を競う競演大会がしばしばあり、その番付が神社に掲額されたなどの諸事実によるものと考えられる。クドキは民衆による物語歌謡（エピックソング）を可能にし、近畿地方の「江州音頭」や「河内音頭」、関東地方の「八木節」「小念仏」（飴屋節）「万作節」、東北地方の「安珍念仏」「津軽じょんから節」などクドキの民謡を多数生んだ。その意味で、ちょんがれは説経祭文を民謡へと変えていく大きな媒介となったのである。

### 佐渡のちょぼくり
小山一成によれば、「ちょぼくれ」は1994年（平成6年）現在、新潟県の佐渡にのみ伝承されているという。佐渡市羽茂大崎のちょぼくれは「ちょぼくり」と称し、破れ衣に身をまとって雨除け日除けの一文字笠をかぶった願人坊主による滑稽な踊りとなっており、1964年に復活したとされる。

### 肥後・筑後のちょぼくれ
熊本県宇城市や福岡県八女市に伝わる願人踊り系の芸能も地元では「ちょぼくれ」の名で呼称される。